# Warmenau (Fluss)

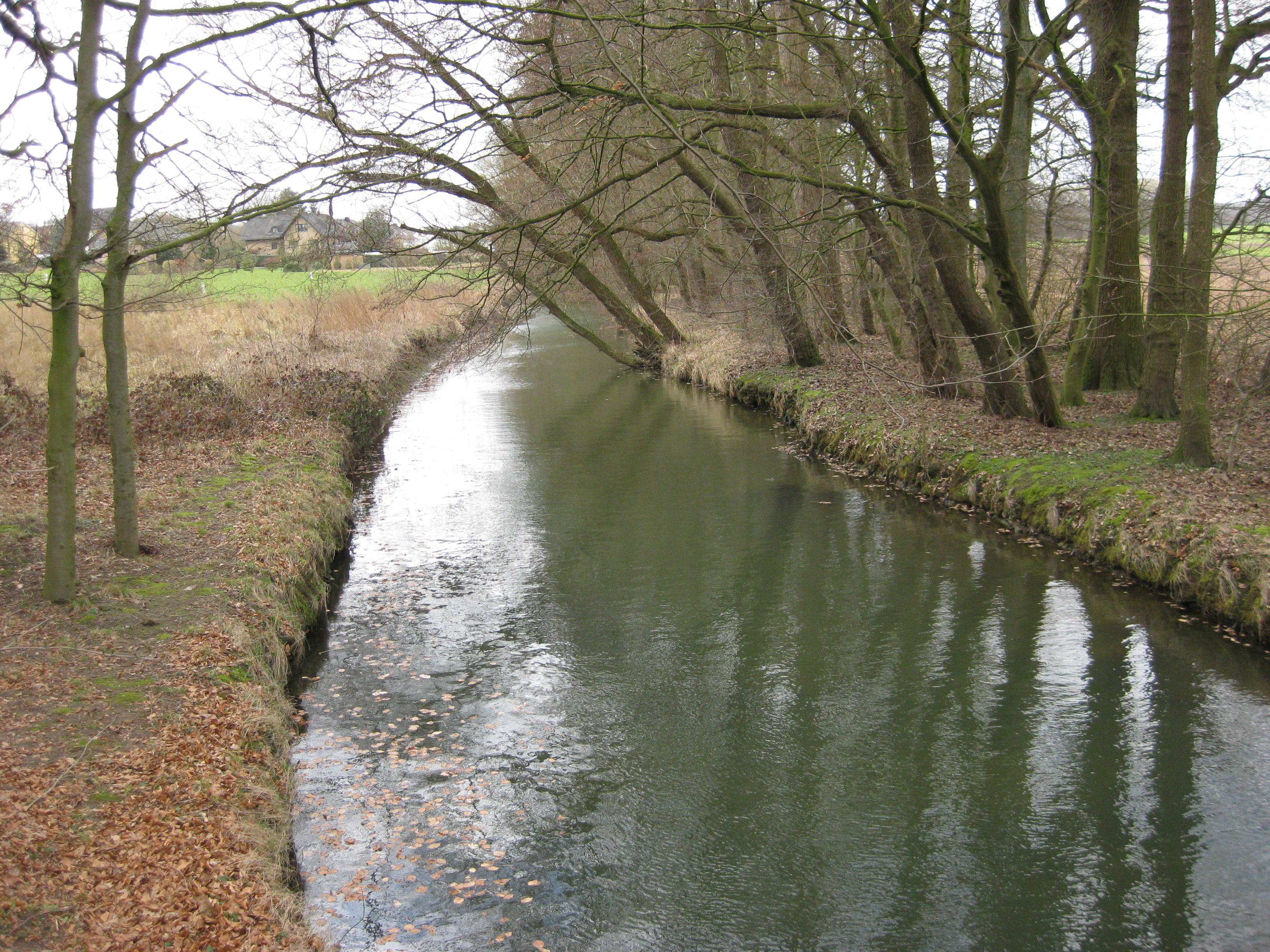
Die Warmenau auf der Landesgrenze bei Wallenbrück

Die Warmenau ist ein 18,5 km langer, südlicher und rechter Nebenfluss der Else. Sie entspringt in Werther in Nordrhein-Westfalen, fließt größtenteils auf den Grenzen der westfälischen Kreise Gütersloh und Herford zum niedersächsischen Landkreis Osnabrück und mündet auf der Grenze von Melle (Niedersachsen) zu Bünde (Westfalen).

## Geographie

### Verlauf
Die Warmenau entspringt im westfälischen Kreis Gütersloh auf der Nordostabdachung des Teutoburger Waldes. Ihre Quelle liegt im Norden der Stadt Werther auf etwa 122 m ü. NHN zwischen der in einem Wohngebiet gelegenen Gerhart-Hauptmann-Straße im Westen und der durch ein Gewerbegebiet führenden Straße Esch im Osten. 2,3 km südwestlich der Warmenauquelle entspringt südlich der Werther Kernstadt der Schwarzbach.
Anfangs fließt die Warmenau nach Norden zwischen den ländlich geprägten Werther Ortsteilen Häger im Osten und Rotenhagen im Westen hindurch. Bei darauf folgendem Einmünden des Grabens Voßheide erreicht sie die Grenze zu Niedersachsen, auf der sie zwischen dem im westfälischen Kreis Herford liegenden Hengstenberg, einer Ortslage des zur Stadt Spenge gehörenden Ortsteils Bardüttingdorf im Südosten, und dem im niedersächsischen Landkreis Osnabrück liegenden Neuenkirchen, einem Ortsteil der Stadt Melle, im Nordwesten verläuft.
Nachdem die Warmenau dann vor Hengstenberg auf rund 400 m Fließstrecke nur auf westfälischer Seite geflossen ist, passiert sie das auf niedersächsischer Seite etwas vor der Einmündung des Wißmannsbachs beim Bachflusskilometer 11,4 stehende Schloss Königsbrück (86,1 m). Ab dort schwenkt sie nach Nordosten. Nach anschließendem Einmünden des Hobebachs (Niedersachsen) und Passieren des gegenüberliegenden Heinrichsees (79,5 m) fließt sie zwischen dem Spenger Ortsteil Wallenbrück im Ostsüdosten und Schiplage-St. Annen, einem Ortsteil von Neuenkirchen im Westnordwesten hindurch. Kurz darauf passiert die Warmenau das auf niedersächsischer Seite beim Bachflusskilometer 7,5 befindliche Gut Warmenau (76,5 m) und speist dessen Wassergräben; hier unterquert die Warmenau ein auf der Landesgrenze stehendes Haus.
Nach anschließendem Einmünden des niedersächsischen Krumkebachs verläuft die Warmenau auf etwa 350 m Fließstrecke gänzlich in Niedersachsen, um danach wieder auf der Landesgrenze zu fließen. Dann nimmt sie zwischen dem Spenger Ortsteil Nordspenge im Südsüdosten und Hoyel, einem Ortsteil des Meller Stadtteils Riemsloh, im Nordnordwesten den Spenger Mühlenbach und den Eselbach auf. Hiernach passiert die Warmenau die Martmühle (74 m) und Ansiedlung Balgerbrück (72 m), die sich beide im Meller Gebiet befinden. Hiernach fließt sie zwischen Klein-Aschen, einer Ortslage des Spenger Ortsteils Hücker-Aschen, und dem Meller Ortsteil Groß Aschen im Westen hindurch, um kurz darauf nochmals auf 1 km Fließstrecke in Niedersachsen zu verlaufen.
Danach mündet die Warmenau auf etwa 65 m Höhe in den dort von Westen kommenden und dort auf der Landesgrenze fließenden Werre-Zufluss Else – beim Elseflusskilometer 15,3). Ihre Mündung gegenüber liegt im westfälischen Kreis Herford der Ortsteil Ahle der Stadt Bünde.

### Einzugsgebiet und Zuflüsse
Das Einzugsgebiet der Warmenau ist 78,926 km² groß. Es erstreckt sich in Nordrhein-Westfalen und Niedersachsen zwischen dem Teutoburger Wald und der Else in der Ravensberger Mulde. Zu den Zuflüssen der Warmenau gehören (bachabwärts betrachtet):
| Name                          | Seite  | Länge (km) | Quell-          | Mündungs-       | Stat. (km) | EZG (km²) | GKZ     |
| Name                          | Seite  | Länge (km) | höhe (m ü. NHN) | höhe (m ü. NHN) | Stat. (km) | EZG (km²) | GKZ     |
| ----------------------------- | ------ | ---------- | --------------- | --------------- | ---------- | --------- | ------- |
| Graben Voßheide (Grenzgraben) | links  | 2,9        | 138             | 90,0            | 13,4       |           | 4666-16 |
| Wißmannsbach                  | links  | 4,2        | 112             | 81,5            | 10,6       |           | 4666-18 |
| Hobebach (Howebach)           | links  | 4,0        | 111             | 78,6            | 8,7        | 3,402     | 4666-2  |
| Krumkebach                    | links  | 3,5        | 89              | 75,5            | 6,9        |           | 4666-32 |
| Spenger Mühlenbach            | rechts | 6,9        | 127             | 73,9            | 5,2        |           | 4666-4  |
| Eselbach                      | rechts | 3,1        | 103             | 73,2            | 4,8        |           | 4666-92 |

### Städte
Die Warmenau durchfließt auf ihrem Weg von der Quelle bis zur Mündung die Gebiete folgender Städte, oder sie verläuft auf deren Grenzen (bachabwärts betrachtet):
- Werther, Kreis Gütersloh, Nordrhein-Westfalen
- Spenge, Kreis Herford, Nordrhein-Westfalen
- Melle, Landkreis Osnabrück, Niedersachsen

## Naturschutzgebiete

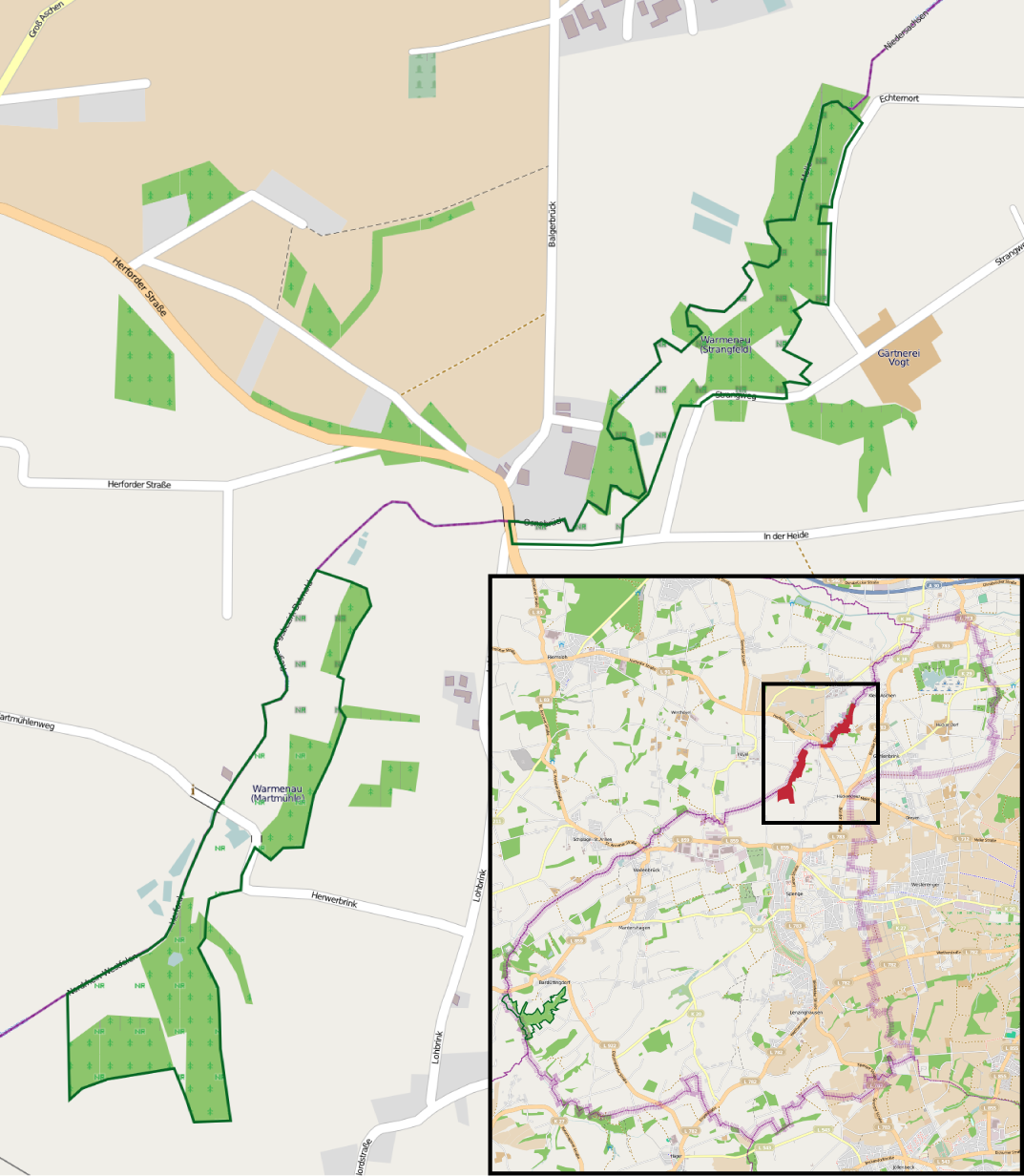
Übersichtsplan zum Naturschutzgebiet Warmenau mit den Teilflächen Martmühle (unten links) und Strangfeld (oben rechts)

Die Warmenau durchfließt bzw. streift zwei Naturschutzgebiete (bachabwärts betrachtet):
- Das Naturschutzgebiet Turenbusch (CDDA-Nr. 165975)[7] liegt im Stadtgebiet von Spenge – unmittelbar östlich der Grenze zu Niedersachsen. Es ist seit 1989 ausgewiesen und 29,05 ha groß. Das Tal der Warmenau ist hier bei Bardüttingdorf als ein für das Ravensberger Land typisches Siek ausgeprägt. Das Siek umfasst neben Auewäldern (Erlenwald), Feucht- und Grünwiesen mehrere weitere Fließ- und Stillgewässer sowie an den Talhängen Buchenwälder. Die einmündenden kleineren Fließgewässer verlaufen in naturbelassenen Kerbtälern, die nicht zum Siek umgestaltet wurden. Im Naturschutzgebiet kommt als einzigem Ort im Kreis Herford der Europäische Laubfrosch vor.
- Das Naturschutzgebiet Warmenau (CDDA-Nr. 166170;[7] HF-014) ist 27,02 ha groß und liegt ebenfalls im Spenger Stadtgebiet – unmittelbar südöstlich der Grenze zu Niedersachsen. Es ist seit 1. Juli 1989 ausgewiesen und besteht aus zwei räumlich voneinander getrennten und kurz aufeinander folgenden Teilflächen; Martmühle und Strangfeld. Es handelt sich um eine naturnahe Aue im Tal der mäandernden Warmenau, die hier etwa 2 m tief in die Landschaft eingeschnitten ist. Im Feuchtgrünland entlang des Bachs befindet sich ein kleines Stillgewässer.

## Geschichte
Die Warmenau markierte zwischen 1807 und 1811 die Grenze zwischen Frankreich und dem Königreich Westphalen und war eine lange Zeit davor und danach die Staatsgrenze zwischen dem Königreich Hannover und dem Hochstift Osnabrück und Preußen.

## Galerie
|  |  |